# Radiotelefon

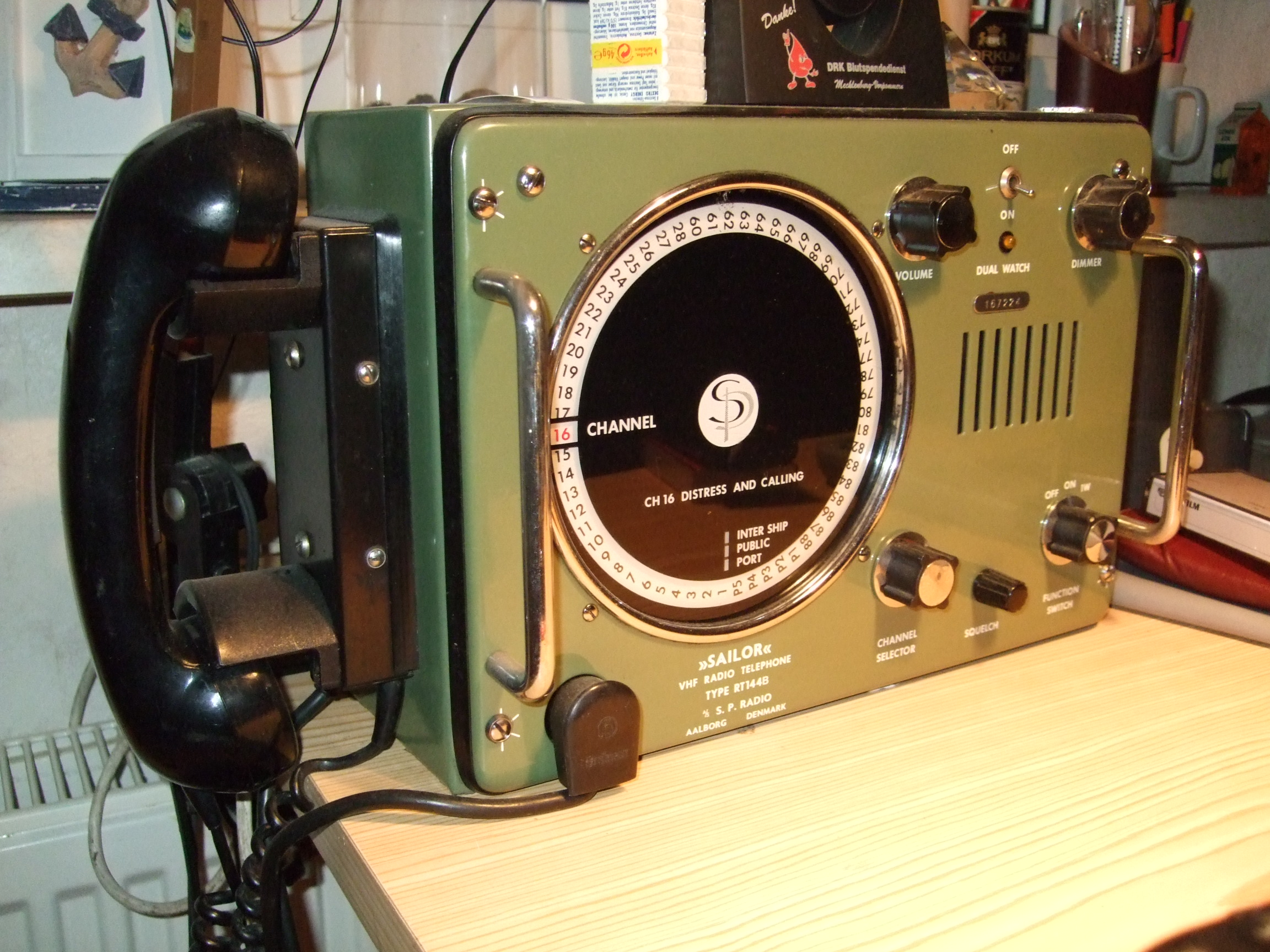
Radiotelefon de generaţie mai veche

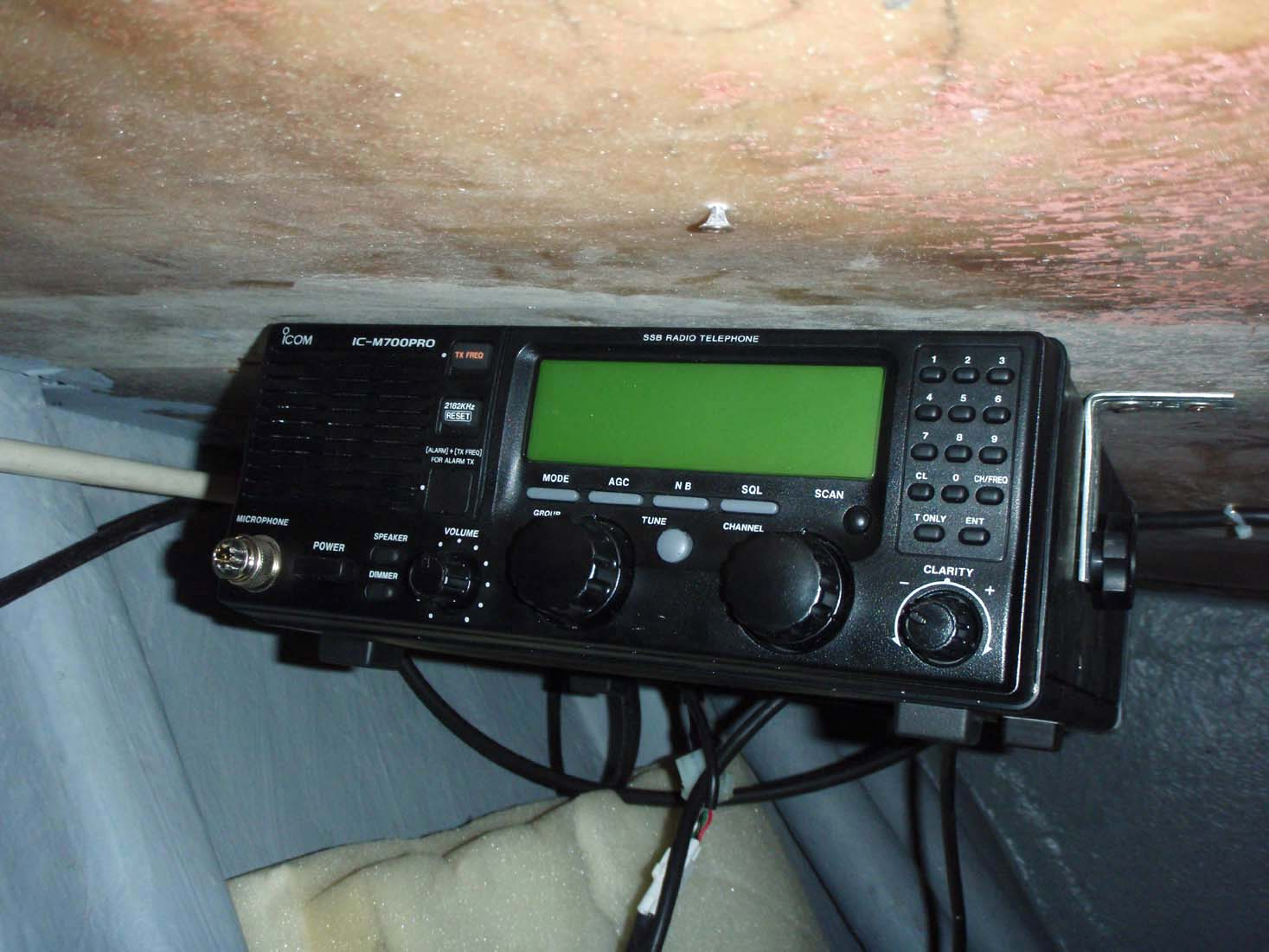
Radiotelefon Icom M700Pro de generaţie nouă

Radiotelefonul este un aparat, în general portabil, utilizat pentru radiocomunicații pe distanțe relativ scurte. Se compune, de obicei, dintr-un emițător radio, un receptor radio, o antenă, surse de alimentare și dispozitive de apel cu indicare acustică sau optică.

## Începuturile
În anii 1930 se experimentau mici stații de radio cu modulație de amplitudine, pentru legături urgente între unitățile de intervenție ale societăților de electricitate, armatei sau poliției. În timpul celui de-al Doilea Război Mondial radiotelefonia mobilă a căpătat mai mare amploare prin utilizarea tuburilor electronice metalice tip ghindă, de oțel, cu mare rezistență la șocuri și consum mic de curent, care permiteau realizarea unor aparate cu volum redus, ce se montau pe vehiculele militare sau se purtau ca raniță în spate.

## Situația prezentă
Datorită eficienței lor, în prezent radiotelefoanele se utilizează de întreprinderile de electricitate, salvare, stații de taxiuri, expediții și camionaj, unități de mașini agricole și tractoare, șantiere, porturi, stații de cale ferată, servicii de transporturi din marile uzine, spitale, fabrici etc.